# Метопролол
Метопроло́л — селективний блокатор β1-рецепторів, що застосовується для лікування серцево-судинних хвороб, зокрема артеріальної гіпертензії та серцевої недостатності. Також застосовується для зниження частоти серцевих скорочень при гіпертиреоїдизмі.

## Стереохімія
Метопролол містить стереоцентр і складається з двох енантіомерів. Це рацемат, тобто суміш 1: 1 (R) — та (S) -форма:
| Енантіомери метопрололу | Енантіомери метопрололу |
| ----------------------- | ----------------------- |
| CAS-Nummer: 81024-43-3  | CAS-Nummer: 81024-42-2  |